# 河道權
河道權（韓語：하도권，1977年3月3日—），本名為金容九，韓國男演員。 

## 學歷
- 暻園大學聲樂系退學，轉學至首爾大學。
- 首爾大學聲樂文學士

## 影視作品

### 電影
- 2016年：《古山子，大東輿地圖》饰演 高利贷男子
- 2017年：《羅馬假期》饰演 李警察
- 2019年：《堅持》饰演 马科尔姆
- 2022年：《我記得》
- 2023年：《全羅道少年殺人事件》饰演 金珉载
- 2023年：《寂噤計畫》飾演 姜隊長

### 電視劇
- 2016年：SBS《評價女王》
- 2017年：SBS《師任堂，光之日記》
- 2018年：SBS《雖然30但仍17》飾演 賽艇部教練
- 2018年：SBS《皇后的品格》
- 2019年：SBS《醫生耀漢》飾演 朱亨宇
- 2019年：SBS《Stove League》飾演 姜斗基
- 2020年：KBS2《喪屍偵探》飾演 盧峰植
- 2020年：SBS《Penthouse》飾演 馬斗基
- 2021年：SBS《Penthouse 2》飾演 馬斗基
- 2021年：SBS《Penthouse 3》飾演 馬斗基
- 2021年：JTBC《無法抗拒的他》飾演 曖昧對象的哥哥（特別出演）
- 2021年：TVING《來魔女食堂吧》飾演 吳代表
- 2021年：TVING《酒鬼都市女人們》飾演 護理師（特別出演）
- 2022年：SBS《解讀惡之心的人們》飾演 申基浩
- 2022年：OCN《優越的一天》飾演 裴泰鎮[3]
- 2022年：tvN《流星》飾演 崔志勳
- 2022年：KBS2《红丹心》飾演 鄭義均
- 2022年：SBS《今日的網漫》飾演 許冠英
- 2023年：tvN《九尾狐傳1938》飾演 加藤龍平
- 2023年：SBS《7人的逃脫》飾演 河道權（特別出演）
- 2023年：TV朝鮮《我的Happy End》飾演 律師
- 2024年：tvN《和我老公結婚吧》飾演 李碩俊
- 2024年：TV朝鲜《我的Happy End》飾演 律师
- 2024年：tvN《Player 2》 飾演 郭道洙

### 音樂劇
- 《悲慘世界》
- 《伊莉莎白》
- 《紅男綠女》
- 《图兰朵》
- 《歌劇魅影》
- 《哈姆萊特》
- 《CHANCE》
- 《JESUS JESUS》
- 《獅子王》
- 《明城皇后》
- 《美女與野獸》
- 《架上七言》

### 話劇
- 《間奏曲》

### 歌劇
- 《THE LAST SEVEN WORDS》
- 《茶花女》
- 《鄉村騎士》
- 《托斯卡》
- 《自由射手》

## 綜藝節目
- 2021年： tvN 《不會傷害你》(6-8、11集，11月2日-11月16日，12月7日播放)

## 提名與獲獎列表
| 年     | 奖项        | 部门           | 工作                    | 结果 |
| ------ | ----------- | -------------- | ----------------------- | ---- |
| 2020年 | SBS演技大獎 | 團體助演獎     | STOVE LEAGUE            | 獲獎 |
| 2020年 | SBS演技大獎 | 男子新人演技獎 | STOVE LEAGUE，PENTHOUSE | 提名 |

## 外部連結
- 河道權的Instagram帳戶
- 河道权在PlayDB的作品资料 （页面存档备份，存于）